# Causse-Bégon
Causse-Bégon è un comune francese di 16 abitanti situato nel dipartimento del Gard, nella regione dell'Occitania.

## Società

### Evoluzione demografica
Abitanti censiti